# Oxalis brasiliensis
Oxalis brasiliensis är en harsyreväxtart som beskrevs av Conrad Loddiges. Oxalis brasiliensis ingår i släktet oxalisar, och familjen harsyreväxter. Inga underarter finns listade i Catalogue of Life.